# Face nord des Grandes Jorasses

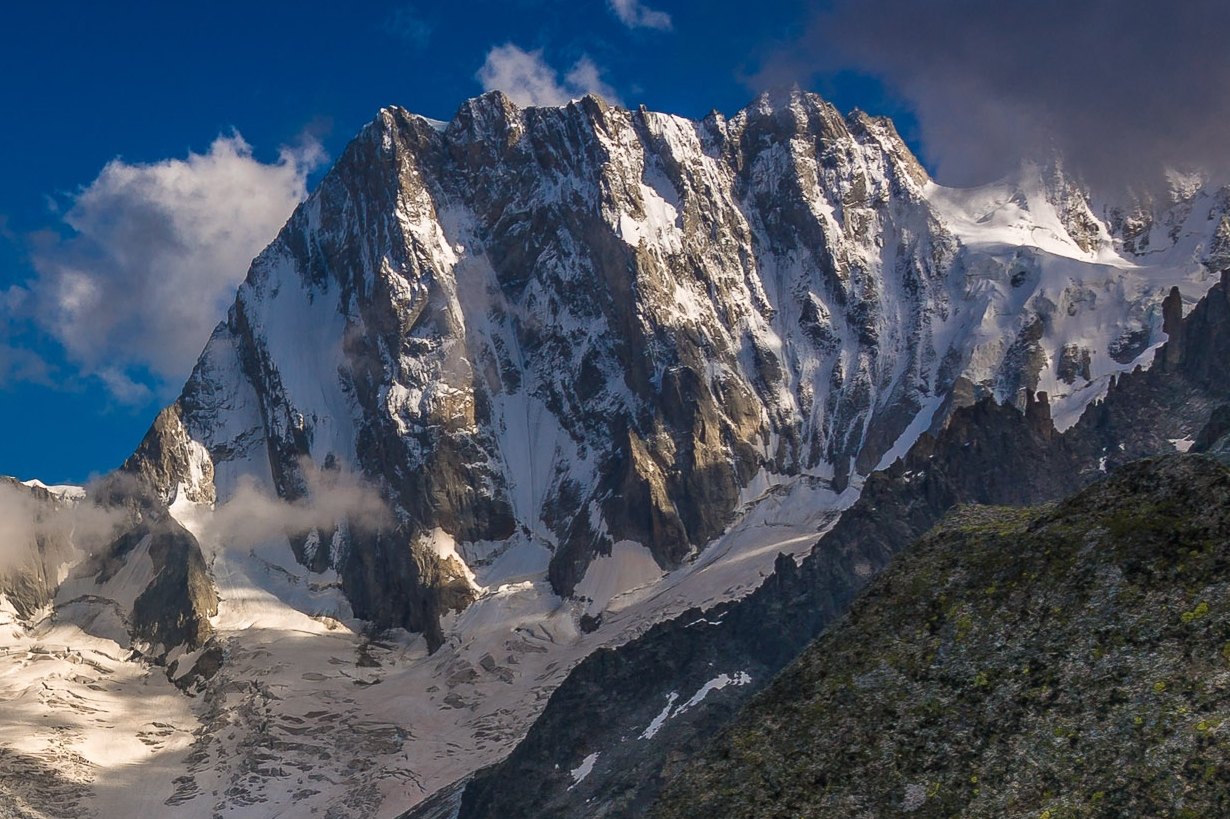
Vue de la face nord des Grandes Jorasses

La face nord des Grandes Jorasses, dans le massif du Mont-Blanc, est l'une des trois grandes faces nord des Alpes, avec celles du Cervin et de l'Eiger. « Cette magnifique et gigantesque muraille, l'une des plus belles et des plus sévères des Alpes, est aussi l'une des plus célèbres ». Elle fait 1 200 m de haut, du pied de l'éperon nord de la pointe Walker (3 010 m) jusqu'à son sommet qui est le point culminant des Grandes Jorasses (4 208 m).
Les voies les plus classiques sont l'éperon de la pointe Croz (ou éperon Croz), gravi en 1935 par Meier et Peters, et l'éperon de la pointe Walker (éperon Walker, ou simplement la Walker), gravi en 1938 par Cassin, Esposito et Tizzoni, qui est l'une des voies les plus célèbres et les plus réputées des Alpes. Elles sont respectivement les no 96 et 97 des 100 plus belles courses du massif du Mont-Blanc de Gaston Rébuffat.
Plus récemment, avec les progrès de l'escalade glaciaire, le Linceul et les goulottes Colton-McIntyre sont également devenues relativement classiques.
Le point de départ habituel est le refuge de Leschaux.

## Les voies principales

### Tentatives
La première tentative connue a été faite par Geoffrey Winthrop Young avec Joseph Knubel, en 1907, sans qu'on ait de détails sur cette tentative en avance sur son temps.
Le 10 août 1928, les guides Armand Charlet et Évariste Croux avec leurs clients Leopoldo Gasparotto, Alberto Rand Herron et Piero Zanetti, font une tentative sur l'éperon Walker, gravissent le socle et renoncent aux premières difficultés. Le 1er juillet 1931, Anderl Heckmair et Gustl Kröner empruntent le couloir central entre les pointes Walker et Whymper jusqu'à 100 m au-dessus de la rimaye, également tenté par Hans Brehm et Leo Rittler le 8 août 1931. 
- 1932 : Lino Binel et Amilcar Crétier
- 1932 : Gabriele Boccalate et René Chabod
- 1932 : Enzo Benedetti, Amilcar Crétier, Louis Carrel et Pierre Maquignaz
- 13 août 1933 : Gabriele Boccalate, Michele Rivero et Ervedo Zanotti
- 14 août 1933 : Giusto Gervasutti et Piero Zanetti font la première tentative par l'éperon Croz
- 5 juillet 1934 : Armand Charlet et Robert Gréloz éperon Walker

### Éperon Croz

#### Voie classique
- Martin Meier et Rudolf Peters, du 28 au 29 juin 1935,
  - première répétition : Giusto Gervasutti, Renato Chabod, Raymond Lambert et Loulou Boulaz du 30 juin 1935.
  - 7 au 9 juillet 1935 : Toni Mehsmer et Ludwig Steinauer
  - 3 juillet 1947 : Louis Lachenal et Gaston Rébuffat avec les aspirant-guides J. Brechu, G. Michel, A. Muller, P. Revel et G. Vergez
- août 1974 : Helmut Keine et Klaus Werner ouvre une voie directe
- première hivernale : Jean-Claude Marmier et Georges Nominé, du 10 au 13 février 1971
- première solitaire : Jean Afanassieff, du 10 au 11 août 1972
- Première hivernale solitaire : Ivano Ghirardini en 1978.

#### No Siesta
No Siesta, sur l'éperon Croz, à gauche du « monolithe » de Manitua, a été ouverte par les Tchécoslovaques Stanislav Glejdura et Jan Porvaznik, du 21 au 23 juillet 1986. Elle fait 1 100 m pour une cotation ED+, 6a, A2, 90°.
- septembre 1987 : Ascension controversée de Tomo Česen en solitaire, en 14 heures
- 26-28 septembre 1997 : François Marsigny et Olivier Larios, avec une légère variante. Marsigny affirma ne pas croire à l'ascension de Cesen[6].
- 31 octobre au 2 novembre 1997 : Yannick Graziani et Stéphane Benoist
- 30 juin et 1er juillet 1998 : Alexander Ruchkin et Rinat Zaitov
- juillet 1998 : Sergey Tarassov et Vladimir Starov, en deux jours et demi
- 27 au 30 juin 2000: première ou seconde solitaire par Patrice Glairon Rappaz[7] (nommé au Piolet d'or 2000[8] )
- 17-19 mars 2003: Première en libre, en hivernale, (et à vue) par Robert Jasper et Markus Stofer, qui donnent pour la cotation en libre VI+, M8, E5, en 18 longueurs de 70 m[9]
- 2007 : Mikael Dubois Bedin et Pascal Ducroz, avec deux variantes
- 7 au 9 septembre 2007: Patrick Pessi, Basile Ferran, Damien Tomasi[10],
- 22 au 24 septembre 2007: Stéphane Benoist et Sébastien Ratel, (en libre sauf 5 m)[10]
- 11 au 14 octobre 2007: Romain Wagner et Pierre Labbre[11],
- 17 au 19 mars 2009: Marko Lukić et Andrej Grmovšek, en hivernale et en libre[12]
- Jean-François Mercier et Corrado Pesce septembre 2011, en libre avec une variante[13]
- 1 au 3 octobre 2011: Christophe Moulin, Robin Revest et Jérémy Stagnetto[14]
- 17 au 19 février 2025: Olivier Gajewski et Vincent Landry

- topo dans Vertical No 105

#### Manitua
Slavko Svetičič ouvre en solitaire, du 7 au 9 juillet 1991, Manitua qui passe dans le monolithe rocheux qui forme la partie gauche de l'éperon Croz. Il cote la voie : VII+ (~6c en cotation française), A3+, 70º, 1 100 m
- Les Polonais Stanisław Piecuch, Jacek Fluder, Janusz Gołąb et Bogdan Samborski en mars 1993, première hivernale par des alpinistes polonais, en 3 jours également
- J-M. Clerc, Rémi Escoffier, T. Gentet et Alain Ghersen, en libre jusqu'à la longueur en A3+[16]
- 1997 : deux Tchèques[réf. souhaitée].
- 1998 : Les Russes Alessandro Rutshkin et Zaitov Rinat
- Pascal Ducroz, Vanessa François et Benoît Drouillat Du 19 au 23 février 2008[17]
- Cédric Perillat et Sébastien Ratel et Sébastien Bohin du 16 au 19 mars 2010[18]
- Stéphane Roguet et Frédéric Gentet[19] en libre sauf la longueur en A3+, sortie du monolithe par la longueur en 7c du Nez
- Hélias Millerioux et Catalan Ferran Martinez 2010[20]
- Oriol Baro et Sidarta Gallego (Catalans) en septembre 2010 (revue desnivel).

#### Le Nez
En 2005, Mauro "Bubu" Bole et Mario Cortese ont ouvert, en 10 jours répartis de fin juillet à début septembre, Le Nez, sur l'éperon Croz. Elle fait 38 longueurs pour 1 100 m, dont une en 7c et quatre en 7b. Elle a été ouverte entièrement en libre et autant que possible à vue, en utilisant des cordes fixes pour les aller-retour, cinq pitons à expansion dans les longueurs, plus quelques-uns aux relais. Elle croise la voie classique de l'éperon Croz et le chemin des étoiles dans le bas, ainsi que Manitua à la 23e longueur.

### Éperon Walker

#### La Walker
L'éperon nord de la pointe Walker, point culminant des Grandes Jorasses, aussi appelé Éperon Walker, ou simplement la Walker, est la plus connue des voies de la face. Sa première ascension, par les Italiens Riccardo Cassin, Luigi Esposito et Ugo Tizzoni, du 4 au 6 août 1938 « a constitué, avec la première de la face nord de l'Eiger, la plus grande réalisation de l'alpinisme de l'entre-deux-guerres ».
- Première : Riccardo Cassin, Luigi Esposito et Ugo Tizzoni du 4 au 6 août 1938
- 17 juillet 1945 : Édouard Frendo et Gaston Rébuffat
- 5 août 1946 : Pierre Allain, René Ferlet, Jacques Poincenot et Guy Poulet
- 11 août 1946 : Lionel Terray et Louis Lachenal
- 1947 : Marcel Malet, Karékine Gurékian et Paul Revel
- 1949 : Walter Bonatti, Andrea Oggioni, Mario Bianchi et Emilio Villa
- 29 juillet 1950 : Hermann Buhl et Kuno Rainer
- 5 août 1951 : Anderl Heckmair et Hermann Köllensperger
- Première solitaire : Alessandro Gogna, le 8 juillet 1968
- Première hivernale : Walter Bonatti et Cosimo Zappelli en 1963[23], suivis le même hiver par René Desmaison et Jacques Batkin[24]
- Première hivernale solitaire : Tsuneo Hasegawa en 1979
- Première hivernale solitaire féminine : Catherine Destivelle en février 1993

#### Voie Gousseault
Une première tentative en 1971 par René Desmaison et Serge Gousseault se termina par la mort d'épuisement de Gousseault, et le sauvetage in extremis de Desmaison, qui fit le récit dans 342 heures dans les Grandes Jorasses.
- René Desmaison, Giorgio Bertone et Michel Claret, 10 au 17 février 1973
- Boh Mrozek et Jurek Splichal, 25 au 28 juillet 1979 (avec une variante de départ)
- Stéphane Benoîst et Patrice Glairon-Rappaz, 13 au 18 janvier 2000 (par l'itinéraire original)
- Patrick Berhault et Philippe Magnin, 24 et 25 octobre 2000 (en commençant par la goulotte de droite du Linceul)
- François Marsigny et Olivier Larios, en 4 jours de mars 2003, (par la variante de départ)
- Yannick Graziani et Patrick Wagnon, en 3 jours de février 2005
- Benoît Drouillat, Pascal Ducroz et Franck Henry, 7 au 11 janvier 2006
- Pete Benson et Guy Robertson, 13 au 16 octobre 2007 : première en libre, par la variante de départ
- Neil Brodie et Marc Challamel, 1 et 2 novembre 2007 (variante de départ)
- Pierre Labbre, Romain Wagner et Mathieu Détrie, 3 au 6 novembre 2007 (première en libre de l'itinéraire original)
- Didier Jourdain, Sébastien Ratel et Sébastien Bohin, 25 au 27 février 2009

#### Voie Rolling Stones
- Première hivernale solitaire masculine : Charles Dubouloz, du 13 au 18 janvier 2022[25].

### Éperon Marguerite
Des trois principaux éperons de la face nord des Grandes Jorasses dans le massif du Mont-Blanc, seul l'éperon Marguerite reste encore vierge en 1958. En août, Jean Couzy et René Desmaison réussissent sa première ascension.

### Éperon Whymper
Une première tentative a été faite en 1933 par Brehm et Rittler.
La première ascension de l'éperon Whymper a été réussi en août 1964 par Walter Bonatti et Michel Vaucher.
La directissime de la face nord en hiver a été réalisée en 1974 par Yannick Seigneur et Michel Feuillarade.

### Le Linceul
- René Desmaison et Robert Flematti du 17 au 25 janvier 1968
- première hivernale solitaire : Ivano Ghirardini en 1975.

## Liste chronologique des voies

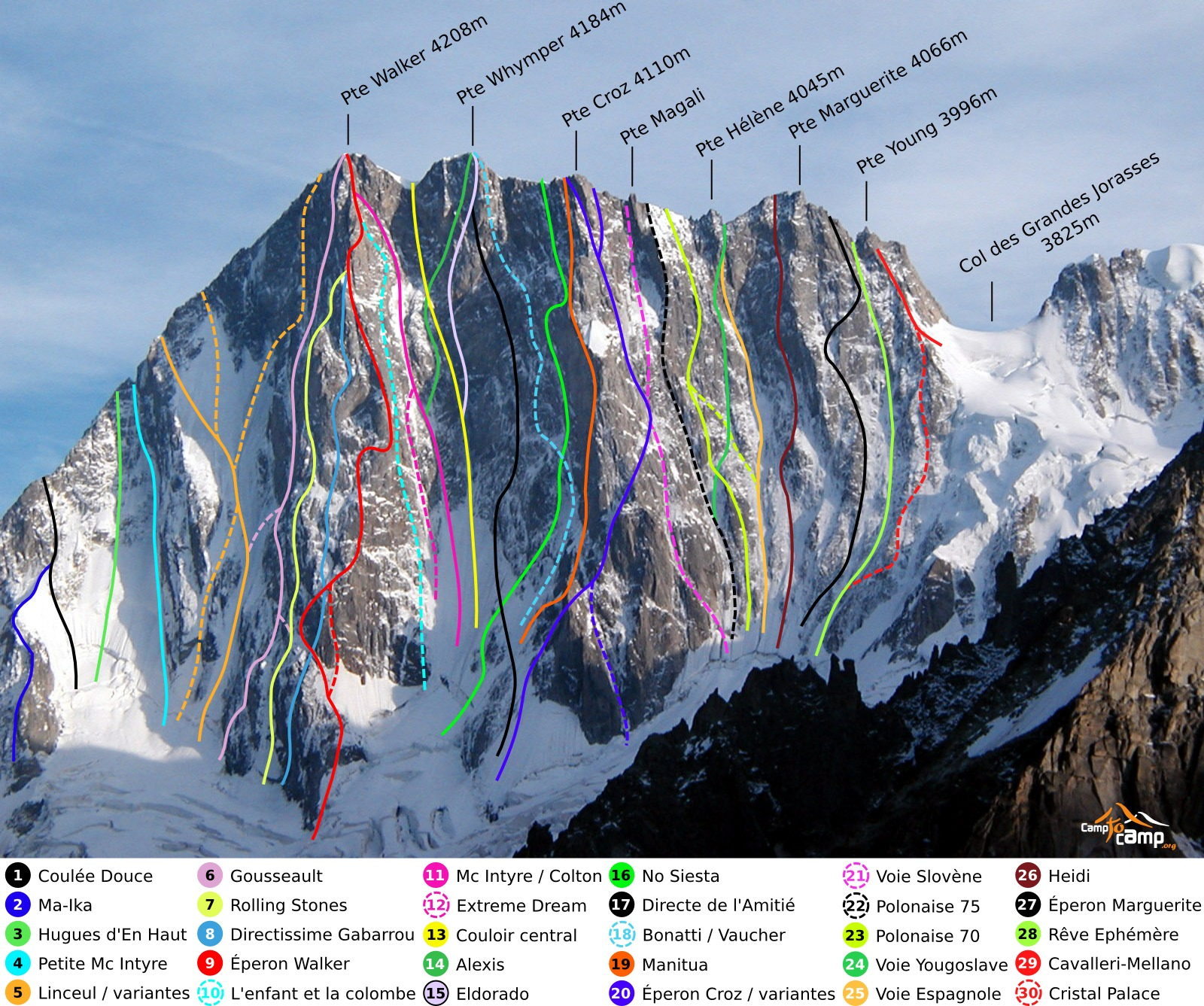
Tracé des voies des Grandes Jorasses

- Éperon Croz : Martin Meier et Rudolf Peters, 1935
- Éperon Walker : Riccardo Cassin, Luigi Esposito et ugo Tizzoni, du 4 au 6 août 1938
- Éperon Marguerite: Jean Couzy et René Desmaison, du 5 au 6 août 1958
- Voie Cavalleri-Mellano ou Éperon nord-ouest : Enrico Cavalieri et Andre Mellano, les 13 et 14 août 1958
- Bonatti-Vaucher : Walter Bonatti et Michel Vaucher, du 6 au 9 août 1964 (ED, VI, A3)
- Le Linceul : René Desmaison et Robert Flematti, du 17 au 25 janvier 1968
- Voie Polonaise directe : Henryk Furmanik, K. Zdztowiecki et Andrzej Heinrich, du 29 au 30 août 1968
- Voie Polonaise 70 : Jacek Poręba, Wojciech Wróż, Eugeniusz Chrobak, du 24 au 25 juillet 1970
- Couloir central ou couloir japonais : Toku Nakano, Hideo Miyazaki, Kazuhide Seito, Yasuo Kato et Yasuo Kanda, du 19 au 29 mars 1972 (ED-, 70º, Vº, A1)
- Voie Gousseault : René Desmaison, Giorgio Bertone et Michel Claret, du 10 au 17 janvier 1973
- Directe de l'Amitié : Louis Audoubert, Michel Feuillarade, Marc Galy et Yannick Seigneur, du 19 au 27 janvier 1974
- Voie Polonaise 75 Wojciech Kurtyka, Jerzy Kukuczka et Łukaszewski, du 3 au 4 août 1975
- Petite McIntyre ou Goulotte McIntyre de gauche : Alex McIntyre, Tim Rhodes et William Todd, juin 1976
- Voie Yougoslave : Janez Gradisar et Igor Herzog, du 4 au 6 août 1976
- Goulottes Mc Intyre-Colton : Nick Colton et Alex MacIntyre du 6 au 7 août 1976 (EX, VI, A1, 90º)
- Scala di Seta : Smith et Sorenson, 1977
- Voie Slovène : Vanja Matijevec, Joze Zupan, Iado Vidimar et Frank Knez, du 17 au 18 juillet 1977
- Rolling Stones : Kutil, Prochazka, Slechta et Svejda, du 24 au 29 juillet 1979
- Knez-Skok : F. Knez et J. Skok, du 23 au 24 août 1980
- Magic Line Christophe Profit et Dominique Radigue, 1983 - départ de gauche du Linceul et sortie directe (ouverte par Hervé Sachetat et Dominique Séguier les 21 et 22 janvier 1983)
- Voie Espagnole : Pedro Pablo González et Paco Aguado, 1983
- Coulée douce : Philippe Delmas et Godefroy Perroux, le 7 septembre 1985 (D, 60°, 400 m)
- No Siesta, Stanislav Glejdura et Jan Porvaznik, du 21 au 23 juillet 1986 (ED+, 6a, A2, 90ª)
- Extreme Dream : Jean-Marc Boivin et Gérard Vionet-Fuasset, du 29 au 30 décembre 1987
- Directissime Gabarrou Hervé Bouvard et Patrick Gabarrou du 27 juin au 1er juillet 1986 (ABO inf, 7a, A2)
- Manitua : Slavko Svetičič, du 7 au 9 juillet 1991 (ED, 70º, 6c, A3+.)
- Cristal Palace : Ivano Ghirardini, du 16 au 17 août 1991
- L'Enfant et la Colombe, Marc Batard, du 29 décembre au 6 janvier 1992 (V+, A2)
- Le Chemin des Étoiles : Jean-Christophe Lafaille, du 23 au 25 avril 1992
- Gabarrou-Appertet : Christian Appertet et Patrick Gabarrou, du 19 au 21 juillet 1992
- Alexis Patrick Gabarrou et Benoît Robert du 23 au 25 juillet 1993
- Rêve éphémère d'alpiniste, Ivano Ghirardini, du 23 au 24 juin 1994
- Michto : Françoise Aubert et Jean-Christophe Lafaille, hiver 1997
- Eldorado : Valery Babanov, du 16 au 27 juillet 1999 (ED+ 80º, A3/A4, 6b)
- Décalage : Jean-Christophe Lafaille, 8 jours en avril 1999
- La Belle Hélène : Andy Parkin, 1999
- A Leï : Patrick Gabarrou, Philippe Batoux et Benoit Robert, 2003
- Voie Desecures-Robach : Desecures et Robach - 2003
- Ma-Ika : Sokołowski et Włodarczak, 2004
- Le Nez : Mauro "Bubu" Bole et Mario Cortese, 10 jours de juillet à septembre 2005
- Heidi : Philippe Batoux, Christophe Dumarest et Patrick Gabarrou, 2005
- Hugues d'en haut : Patrick Gabarrou et Michel Coranotte, le 22 septembre 2008

### Tracé des voies
- Sur summitpost.org : The classic routes, The super routes, Routes on the NE,
- « caranorte.com/alpinismo/grande… »(Archive.org • Wikiwix • Archive.is • Google • Que faire ?)